# Aranadan (Sprache)
Aranadan oder Eranadan (ISO 15919: ēṟanāṭan; Malayalam: ഏറനാടൻ; Arabisch: ا٘يرَناڊَن ) ist eine dravidische Sprache, die von mehreren hundert Menschen vorwiegend im Distrikt Malappuram des indischen Bundesstaat Kerala gesprochen wird. Es ähnelt Malayalam und Tamil und enthält auch Elemente der Kannada-Sprache. Es ist auch als Aranatan oder Malappuram Bhasha bekannt.